# Yang Yang
Yang Yang (n. 14 septembrie 1977, Changchun, Republica Populară Chineză) este o sportivă chineză, medaliată olimpică. A participat la 3 ediții ale Jocurilor Olimpice (1994, 1998, 2002) în care a câștigat 4 medalii de argint și o medalie de bronz.